# 1962 у спорті
1962 рік - друга половина ХХ століття.
Спорт - специфічний вид фізичної або інтелектуальної активності, яку здійснюють з метою змагання, поліпшення здоров'я, отримання морального й матеріального задоволення, прагнення до вдосконалення, слави, здорового способу життя.

## Визначні події
- Березень, у матчі «Голден-Стейт Ворріорс» проти «Нью-Йорк Нікс» (НБА) американський баскетболіст Вілт Чемберлейн набрав в одній грі 100 очок. Команда Волта ("Ворріорс") перемогла з рахунком 169:147, а рекорд Чемберлейна не побитий і досі.
- Відбувся сьомий чемпіонат світу, перемогу на якому здобула збірна Бразилії
- Червень, у столиці Чилі Сантьяго в рамках відбіркового турніру до Чемпіонату світу з футболу відбувся матч між збірними командами Чилі та Італії, який увійшов в історія як «Битва в Сантьяго»: через необ'єктивне суддівство англійського рефері між футболістами під час матчу спалахували бійки, що привели до розбитих облич і численних вилучень з поля із застосуванням місцевої жандармерії. Матч закінчився з рахунком 2:0 на користь господарів. Канал BBC, який транслював гру через кілька днів у запису, назвав його «можливо найдурнішим, найжахливішим, найогиднішим і найганебнішим в історії футболу»
- Червень, команда Бразилії вдруге стала чемпіоном світу з футболу, перемігши збірну Чехословаччини з рахунком 3:1.
- Серпень, перемігши команду «Знамя труда» (Орєхово-Зуєво) із рахунком 2:0, донецький «Шахтар (Донецьк)» вдруге  став володарем Кубка СРСР з футболу (тренер Ошенков Олег Олександрович)
- Уперше зустрілися між собою футбольні команди: чернігівська «Десна» і кіровоградська «Олександрія». «Десна» двічі зуміла переграти суперника.
- Овальний м'яч повернувся на стадіони України, коли на базі студентських спортивних клубів і в спортивних товариств Києва, Дніпропетровська та Одеси були створені перші регбійні команди.
- До складу збірної СРСР для гри на Чемпіонаті світу ввійшли українські футболісти: Володимир Маслаченко, Едуард Дубинський, Леонід Островський, Йожеф Сабо, Віктор Каневський, Віктор Серебряников.

- Потрійний лутц (стрибок) уперше виконав канадець Дональд Джексон на Чемпіонаті світу з фігурного катання, за що отримав від суддів 7 найвищих оцінок 6.0 і виграв першість.
- З 1962 року на Кубі відбуваються міжнародні турніри пам'яті Хосе Рауля Капабланки, видатного кубинського шахіста.
- 37-й Чемпіонат світу з тяжкої атлетики, у якому брали участь 113 спортсменів із 27 країн. Переможець  командних  змагань – СРСР. Переможцями в різних вагових категоріях стали радянські спортсмени: Євгеній Мінаєв, Володимир Каплунов,  Олександр Куринов,  Юрій Власов, Евгеній Кацура, Володимир Стогов. У рамках цього чемпіонату відбувся й 42-й чемпіонат Європи з тяжкої атлетики.

## Спортивна еліта 1962 року

### Список «12 найкращих» футболістів України
- Воротарі:

1. М. Уграїцький («Авангард» Х.), 2. Б.Стрелков («Шахтар (Донецьк)»).
- Захисники:

1. М.Головко («Шахтар» Д.), 2. В.Щегольков («Динамо» К.);
1. В.Турянчик («Динамо» К.), 2. Г.Снегирьов («Шахтар» Д.).
- Півзахисники:

1. Ю.Войнов («Динамо» К.), 2. Й.Сабо («Динамо» К.).
- Нападники:

1. В.Лобановський («Динамо» К.), 2. О.Базилевич («Динамо» К.);
1. В.Каневський («Динамо» К.), 2. В.Серебряников («Динамо» К.).

### 10 найкращих спортсменів України
За результатами опитування, проведеного журналістами газети «Спортивна газета», визначено 10 найкращих спортсменів 1962 року:
1. Л. Латиніна (гімнастика)
2. Ю. Титов (гімнастика)
3. Г. Прокопенко (водний спорт)
4. В. Лобановський (футбол)
5. В. Рибалко (боротьба)
6. Л. Барбієр (водний спорт)
7. С. Тягній (стрільба)
8. В. Пічужкін (сучасне п'ятиборство)
9. Г. Андросов (водний спорт)
10. Е. Бровко (важка атлетика)

### Найкращі снайпери 1962 року народження в історії НБА
- Джон Стоктон
- Клайд Дрекслер
- Патрік Юїнг

### Найкращі гравці чемпіонатів світу з хокею із шайбою
- Леннарт Хеггрут, шведський хокеїст, чемпіон світу 1962 року, визнаний кращим воротарем чемпіонату світу.
- Джон Маясич, американський хокеїст, бронзовий призер чемпіонату світу 1962 року, визнаний кращим захисником.
- Свен Тумба-Юханссон, шведський хокеїст, чемпіон світу 1962 року, визнаний кращим нападником чемпіонату світу.

## Чемпіонат світу з фігурного катання
Країна: Чехословаччина, місто: Прага

### Чоловіче одиночне катання
Золото – Дональд Джексон, канадський фігурист; срібло – Кароль Дивин, представник Чехословаччини; бронза – Ален Кальма, фігурист із Франції.

### Жіноче одиночне катання
Золото – Сьекье Дійкстра, представниця Нідерландів; срібло – Венді Грайнер, канадська фігуристка; бронза – Регіне Гайтцер, австрійська фігуристка.

### Парне катання
- Золото – Марія Йєлінек/ Отто Йєлінек, представники Канади, брат і сестра (чеського походженняї.
- Срібло – Людмила Білоусова/ Олег Протопопов, радянські фігуристи.
- Бронза – Маргрет Гебль/Франц Нінге, фігуристи із Німеччини.

### Спортивні танці на льоду
- Золото – Єва Романова/ Павло Роман, чехословацькі фігуристи, брат і сестра, які танцювали в парі.
- Срібло – Крістіан Гуель/ Джон Пауль Гуель, спортсмени Франції.
- Бронза – Вірджинія Томпсон/ Вільям МакЛохлен, представники Канади.

## Матч за звання чемпіонки світу з шахів
Матч за звання чемпіонки світу з шахів проходив у Москві з 18 вересня по 17 жовтня. Змагання відбувалися  між чемпіонкою світу Єлизаветою Биковою і претенденткою Ноною Гапріндашвілі.
Не програвши жодної партії, Чемпіонкою світу стала Нона Гапріндашвілі.

## Народились
- 22 січня - Джигалова Людмила Станіславівна, Заслужений майстер спорту СРСР. Чемпіонка Олімпійських ігор 1988 та 1992 року. Чемпіонка світу 1991 року, срібна призерка чемпіонату світу 1991 року. Чемпіонка Європи 1990 року. Нагороджена медаллю «За трудову доблесть».
- 25 січня — Кріс Челіос, американський хокеїст. Член Зали слави хокею (2013).
- 13 лютого - Горохов Геннадій Васильович. Має спортивне звання «Майстер спорту СРСР з боротьби самбо» та почесне звання «Заслужений тренер України».
- 2 березня — Петер Андерссон, шведський хокеїст. Чемпіон світу.

- 19 березня – Яремчук Іван Іванович, радянський та український футболіст, півзахисник, Майстер спорту міжнародного класу (1986). Заслужений майстер спорту (1986).
- 23 березня - Стівен Редгрейв, англійський спортсмен (академічна гребля), переможець п'яти Олімпійських ігор поспіль (1984, 1988, 1992, 1996, 2000).
- 20 квітня - Володимир Іванович Лютий, радянський і український футболіст, півзахисник і нападник, олімпійський чемпіон. Майстер спорту (з 1982), заслужений майстер спорту СРСР (1989). Футбольний тренер і функціонер.
- 11 червня - Кірпулянський Костянтин Леонідович. Майстер спорту СРСР з сучасного п'ятиборства, Заслужений тренер України з 2009 р.
- 1 вересня - Рууд Гулліт, голландський футболіст, триразовий чемпіон Нідерландів, триразовий чемпіон Італії, кращий гравець Європи (1987), кращий гравець світу (1987, 1989).
- 22 вересня - Карл Мокосак, канадський хокеїст, що грав на позиції крайнього нападника. Грав за збірну команду Канади.
- 30 вересня - Франк Рійкаард, голландський футболіст, чемпіон Європи (1992).
- 19 жовтня - Евандер Холіфілд, американський боксер, екс-чемпіон світу в суперважкій категорії [1990-1992, 1999] (єдиний чотириразовий чемпіон у цій категорії) і першій важкій категорії [1986, 1988].
- 26 жовтня - Даво Карнішар, словенський альпініст, перша людина, що спустилась з Евересту на лижах.
- 1 листопада - Франсіско Лопес Альфаро, іспанський футболіст, що грав на позиції півзахисника. По завершенні ігрової кар'єри — тренер.
- 1 грудня – Манькова Світлана Костянтинівна, українська радянська гандболістка, бронзовий призер Олімпійських ігор 1988 року.
- 13 грудня -  Засядкович Ігор Федорович, Майстер спорту СРСР з дзюдо (1983 рік), Заслужений майстер спорту України.